# Магарджица
Магарджица е село в Южна България. Намира се в община Смолян, област Смолян.
Към 1934 г. селото има 156 жители. Населението му към 2011 г. е 19 души. Влиза в землището на село Гела.